# 米哈伊尔·雅罗斯拉维奇 (特维尔)
米哈伊尔·雅罗斯拉维奇（俄语：Михаил Ярославич，1271年—1318年11月22日），是一位特维尔大公（1285年獲得該頭銜）以及1304年至1314年以及1315年至1318年的弗拉基米尔大公。他後來被俄罗斯正教会册封为圣徒。